# Prueba puntual de Trinder
La prueba puntual de Trinder es una prueba de diagnóstico que se utiliza en medicina para determinar la exposición a los salicilatos, en particular al ácido salicílico. La prueba emplea el reactivo de Trinder (también conocido como solución de Trinder) que se mezcla con la orina de un paciente. El cambio de color, resultante de la reacción de Trinder, es inmediato, lo que permite una evaluación rápida junto a la cama.
La solución/reactivo de Trinder es una solución premezclada de cloruro férrico al 10%. Se puede preparar combinando 40 g de cloruro de mercurio y 40 g de nitrato férrico en 850 ml de agua desionizada tipo II, y luego agregando 10 ml de ácido clorhídrico concentrado a la solución y diluyendo hasta un volumen de 1 litro con más tipo II agua desionizada.
La prueba de la reacción de Trinder es mezclar 1 ml de orina con 1 ml del reactivo Trinder en un tubo de ensayo. La prueba es positiva si se produce un cambio de color. Los cambios de color específicos son:
azul o morado
prueba positiva
ningún cambio
prueba negativa
marrón
prueba falsa positiva causada por la presencia de fenotiazinas
La prueba tiene una sensibilidad del 94% y una especificidad del 74% para identificar pacientes cuyas concentraciones de salicilato son superiores a 30 mg por decilitro (2,17 mmol/L). Concentraciones falsas positivas (2,8 a 14,3 mg por decilitro) en neonatos con hiperbilirrubinemia, neonatos prematuros y niños gravemente enfermos (por ejemplo, niños con quemaduras extensas).
La reacción entre el hierro (III) y los productos farmacéuticos fue adaptada por primera vez para uso clínico por P. Trinder (que da nombre a la prueba, la reacción y el reactivo), del Departamento de Bioquímica de la Royal Infirmary en Sunderland, en 1954 artículo enumerado en lectura adicional). El ácido salicílico, la salicilamida y el salicilato de metilo reaccionan con el hierro (III) a través del grupo fenol que está al lado de sus grupos funcionales {\displaystyle {\ce {-COOH}}}, {\displaystyle {\ce {-CONH2}}} o {\displaystyle {\ce {-COOCH3}}}. La reacción de Trinder se ha utilizado para la determinación de la presencia de oxitetraciclina en 1991, de ciprofloxacina en 1992 y de norfloxacina en 1993, utilizando en cada caso una solución de hierro (III) en ácido sulfúrico. También se ha utilizado para la determinación de la presencia de bromazepam en 1992, utilizando una solución de hierro (II) en un ácido clorhídrico en lugar de una solución de hierro (III).

## Otras lecturas
- P. Trinder (1954). «Rapid determination of salicylate in biological fluids». Biochem. J. 57 (2): 301-303. PMC 1269746. PMID 13172184. doi:10.1042/bj0570301.
- J.A. King; A.B. Sorrow; J.A. Finkelstein (1995). «Urine Trinder spot test: a rapid salicylate screen for the emergency department». Annals of Emergency Medicine 26 (3): 330-333. PMID 7661424. doi:10.1016/S0196-0644(95)70082-X.
- M.A. Koupparis; P.I. Anagnostopoulou (1988). «Automated flow injection determination of salicylates using Trinder reaction for clinical analysis, assays, and dissolution studies of formulations». Journal of Pharmaceutical and Biomedical Analysis 6 (1): 35-46. PMID 16867438. doi:10.1016/0731-7085(88)80028-1.

- Datos: Q7842334